# Monastero di Santa Brigida (Tallinn)
L'ex Monastero di Santa Brigida, (in estone: Pirita klooster), è un edificio gotico, dedicato a Brigida di Svezia, che si trova a Pirita, uno dei distretti periferici e meno popolosi di Tallinn, in Estonia.
Fu costruito nel primo Quattrocento (1407) da alcuni mercanti facoltosi, appartenenti all’Ordine livoniano, molti dei quali divenuti successivamente monaci del monastero.

## Storia

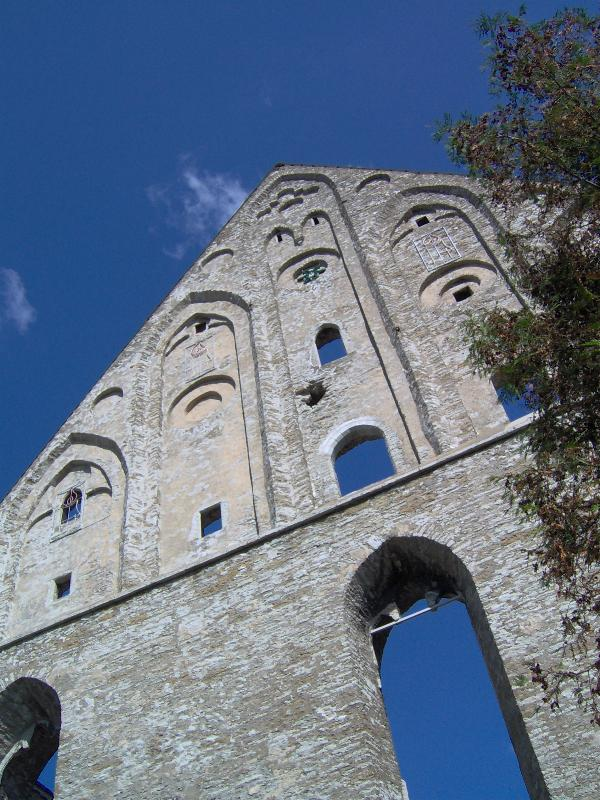
Timpano gotico a ovest dell'antico monastero

Dell'antico monastero rimangono le rovine del timpano o frontone gotico, alto 35 metri e le mura perimetrali. Il resto venne distrutto in un incendio da Ivan il Terribile, durante la guerra di Livonia, nel 1577.
Nel XVII secolo, di fronte alla chiesa si sviluppò il cimitero dei contadini, e vi sono popolari leggende estoni che narrano l'esistenza di passaggi sotterranei segreti che collegherebbero il monastero alla città.
Nel 1996 è stato concesso allo suore brigidine il diritto di far ritorno presso il monastero e di riprendere le loro attività religiose, in una nuova sede adiacente ai resti dell'antico edificio.